# João Alfredo (kommun)
João Alfredo är en kommun i Brasilien.   Den ligger i delstaten Pernambuco, i den östra delen av landet, 1 600 km nordost om huvudstaden Brasília. Antalet invånare är 30 735.
Följande samhällen finns i João Alfredo:
- João Alfredo

Omgivningarna runt João Alfredo är huvudsakligen savann. Runt João Alfredo är det ganska tätbefolkat, med 100 invånare per kvadratkilometer.